# Championnat de Finlande de hockey sur glace D3
La Suomi-sarja est la troisième ligue de hockey sur glace de Finlande. Les clubs qui y jouent peuvent être promus en Mestis, ou être relégués en 2. Divisioona.